# Trompette (orgue)
Pour les articles homonymes, voir Trompette_(homonymie).

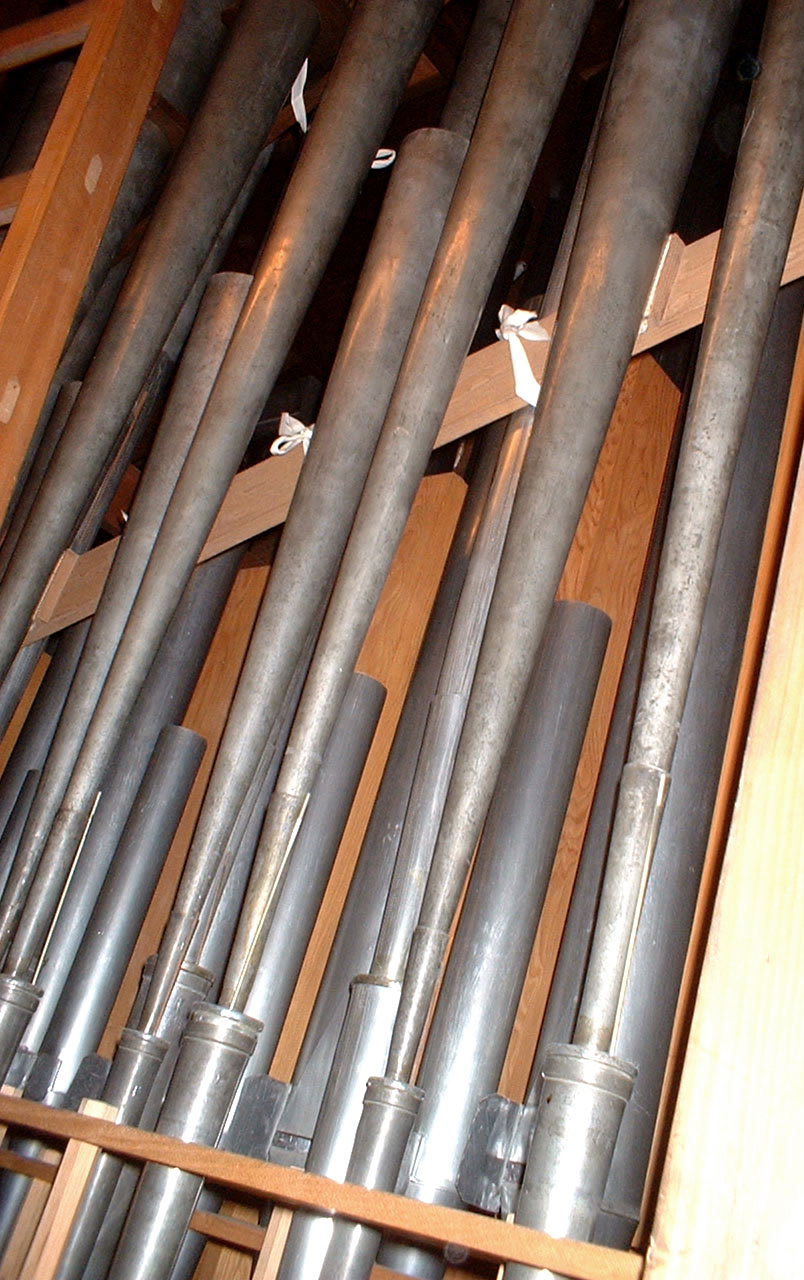
Sommier de pédale avec pieds de trompettes et de bombardes.

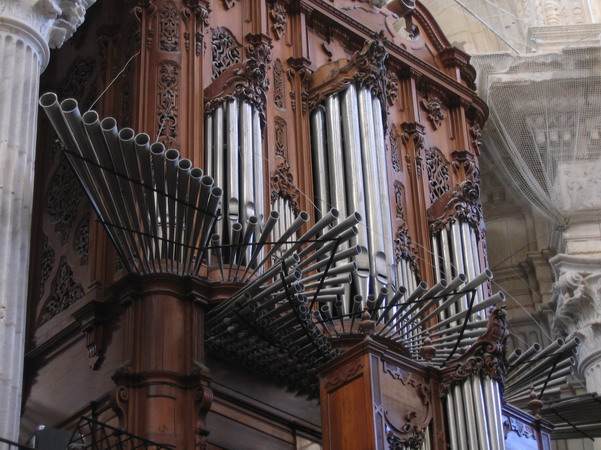
Trompettes en chamade sur un orgue espagnol (Cadix)

La trompette est un jeu d'orgue appartenant à la famille des jeux d'anche.
Dans l'orgue classique français, la trompette est un des jeux les plus éclatants. Elle appartient à la même famille de timbre que la bombarde et le clairon, avec lesquels elle forme la batterie d'anches. Le jeu de trompette fait toujours 8 pieds. On peut rencontrer la trompette en 16' et en 4', mais une trompette de 16' s'appelle traditionnellement bombarde et une trompette de 4' s'appelle clairon. Le terme trompette 16 a été plutôt employé par J. Merklin aux claviers manuels, comme à Notre-Dame de Liesse (1864), en souvenir de son pays d'origine, l'Allemagne, où on trouve des trompettes en 16'.
Généralement fabriquée en étain, elle est parfois faite de cuivre, et, pour les notes les plus basses, le résonateur peut avoir une demi longueur (on dit alors que la trompette est acoustique). Au contraire, si les tuyaux ont un résonateur de double longueur, il s'agit d'une trompette harmonique, largement employée par le célèbre facteur d'orgue français Aristide Cavaillé-Coll (XIXe).
Sa sonorité puissante rappelle plus ou moins celle de son homonyme instrumental.
Placée horizontalement sur la façade de l'instrument, elle est rebaptisée trompette en chamade ou simplement chamade. Les chamades existent en 16', 8', 4' et parfois 2'.
Dans l’orgue américain du XXe siècle, plus orchestral que l’orgue européen, et tout particulièrement dans l’orgue de cinéma (Würlitzer), la trompette désigne plutôt une famille de jeux d’orgue et le nom trompette apparaît presque toujours affublé d’une épithète. On va ainsi rencontrer des jeux ayant pour noms : Brass Trumpet, Echo Trumpet, Fan Trumpet, Fanfare Trumpet, Festival Trumpet, Field Trumpet, Gottfried Trumpet, Horizontal Trumpet, Liturgical Trumpet, Military Trumpet, Muted Trumpet, Pontifical Trumpet, Silver Trumpet, Solo Trumpet, Song Trumpet, State Trumpet, Trumpet Royal, Trumpet Sonora, Tuba Trumpet...
Les appellations Contra Trumpet, Double Trumpet, Trompetenbass, désignent en fait une bombarde.
Les appellations Quint Trumpet ou Trumpet Quint désignent un jeu rare de mutation de trompette en 5’1/3 ou 10’2/3.
Dans l’orgue espagnol, Trompeta Recordata et Trompeta Bastarda désignent des jeux de trompettes à résonateur court (de type trompette acoustique). Trompeta de Batalla, Trompeta de Caballa, Trompeta Imperial et Trompeta Real sont les appellations typiques des trompettes des orgues espagnoles ; les trois premières sont généralement en chamade, la trompeta real (trompette royale) est la seule trompette « normale » (verticale).
Dans l’orgue allemand, on trouve aussi une Trompettenregal, dont le résonateur, court, est partiellement bouché. Il s'agit d'un jeu hybride donnant un timbre pincé, à mi-chemin entre celui de la trompette et celui de la régale.

## Exemple sonore
Jean-François Dandrieu : « Duo de trompettes », extrait de la suite pour orgue en ré majeur, joué sur un orgue numérique.
Registration :
- Les deux mains sur le même clavier : trompette 8 et chamade 8 du Grand Orgue